# Трітеній-де-Жос
Трітеній-де-Жос (рум. Tritenii de Jos) — село у повіті Клуж в Румунії. Входить до складу комуни Трітеній-де-Жос.
Село розташоване на відстані 289 км на північний захід від Бухареста, 37 км на південний схід від Клуж-Напоки.

## Населення
За даними перепису населення 2002 року у селі проживала 1601 особа.
Національний склад населення села:
| Національність | Кількість осіб | Відсоток |
| -------------- | -------------- | -------- |
| румуни         | 1573           | 98,3%    |
| угорці         | 20             | 1,2%     |
| цигани         | 8              | 0,5%     |

Рідною мовою назвали:
| Мова      | Кількість осіб | Відсоток |
| --------- | -------------- | -------- |
| румунська | 1592           | 99,4%    |
| угорська  | 9              | 0,6%     |